# عبد الله حكيم كويك
عبد الله حكيم كويك (بالإنجليزية: Abdullah Hakim Quick)‏ (ولد في 20 يونيو 1949) هو إمام أمريكي كندي ومؤرخ ومحاضر متجول.

## حياته
ولد في الولايات المتحدة الأمريكية . وهو من أصل أفريقي أمريكي ومنطقة البحر الكاريبي ونسب موهوك ( أمريكي أصلي ). ولد في كامبريدج ، ماساتشوستس وترعرع في بوسطن. اعتنق الإسلام في كندا عام 1970.  
حصل على درجة البكالوريوس من الجامعة الإسلامية بالمدينة المنورة عام 1979. كان من أول طالبين من الغرب وأول أمريكي قام بذلك وحصل على إجازة . حصل على درجة الماجستير والدكتوراه من جامعة تورنتو. كانت أطروحته تحليلاً لحياة وكتابات الشيخ عثمان دان فوديو ، عالم غرب أفريقي كبير، محارب وناشط اجتماعي.  
على مدى العقود الأربعة الماضية ، سافر كويك إلى 61 دولة حيث حاضر في الجامعات والمساجد والمناسبات العامة. وقد عمل أيضًا كإمام ومدرس ومستشار ومستشار إعلامي في الولايات المتحدة الأمريكية وكندا وجنوب إفريقيا وجزر الهند الغربية. وهو حاليًا محاضر أول في المعهد الإسلامي بتورنتو (IIT)  ومنسق التواصل مع المجلس الكندي للأئمة. وهو أيضا رئيس قسم التاريخ ومحاضر في معهد المغرب  وعضو اللجنة الاستشارية في الجامعة الإسلامية على الإنترنت .
تقديراً للمساهمة التي قدمها لكندا ، حصل كويك على ميدالية اليوبيل الماسية للملكة إليزابيث الثانية.
تم إدراج كويك في قائمة ضربات داعش في قضية دابق ، مع تشجيع داعش لقتله.

## روابط خارجية
- الموقع الرسمي